# Noritaka Fujisawa
Noritaka Fujisawa (født 23. august 1988) er en japansk fodboldspiller, som spiller for den japanske fodboldklub Kagoshima United FC.